# 來電顯示
來電顯示是手機、電話上的一種功能，是指人們可以在這些設備上看到來電者的號碼，有時候還能顯示來電者的姓名。來電顯示也可以理解為一項電信服務，来电者撥打電話時其电话号码被傳送到被叫方的设备上。1993年，国际电信联盟— 电信标准化部门 (ITU-T) 在 Q.731.3 中首次定義這項服務。 